# Breidecker
Breidecker ist eine Weißweinsorte die 1962 von Heinrich Birk an der Forschungsanstalt Geisenheim in Geisenheim aus Silvaner x Riesling und der Chancellor gekreuzt wurde. Die weitgehend pilzresistente (Echter Mehltau und Falscher Mehltau der Weinrebe) Sorte wurde nach Hans Breidecker benannt, der sie in Neuseeland populär  machte. Im Jahr 2007 lag die bestockte Rebfläche bei noch stagnierender Tendenz bei 9 Hektar. In der Literatur wird noch häufig irrtümlich die Sorte Müller-Thurgau als ein Elternteil angegeben. Die Sorte ist durch den Einsatz der Sorte Chancellor eine Hybridrebe aus europäischen und amerikanischen Elternteilen, in Deutschland ist sie nur im Versuchsanbau zugelassen. Im Burgenland ist sie eine von neun zur Herstellung von Uhudler zugelassenen Rebsorten. Anpflanzungen sind neben Neuseeland  auch in Kanada und den USA bekannt.
Siehe auch die Artikel Weinbau in Deutschland, Weinbau in Kanada, Weinbau in Neuseeland und Weinbau in den Vereinigten Staaten sowie die Liste von Rebsorten.
Synonyme: Geisenheim 4984, Zuchtstammnummer Gm 4984
Abstammung: (Silvaner x Riesling) x Chancellor (vulgo Seibel 7053) 

## Ampelographische Sortenmerkmale
In der Ampelographie wird der Habitus folgendermaßen beschrieben:
- Die Triebspitze ist offen. Sie ist hellgrün und nur spinnwebig behaart. Die hellgrünen Jungblätter sind fast unbehaart.
- Die mittelgroßen dunkelgrünen Blätter sind dreilappig und nur leicht gebuchtet (siehe auch den Artikel Blattform). Die Stielbucht ist V-förmig geschlossen.
- Die konusförmige Traube ist mittelgroß und lockerbeerig. Die rundlichen Beeren sind mittelgroß und von gelblicher Farbe.